# Stroppiana
Stroppiana – miejscowość i gmina we Włoszech, w regionie Piemont, w prowincji Vercelli.
Według danych na rok 2004 gminę zamieszkiwały 1202 osoby, 66,8 os./km².